# Gervais Jassaud
Gervais Jassaud, né le 15 mai 1944, est un éditeur français de livres d'artistes.

## Biographie
À la suite de  sa rencontre avec le critique d'art Jacques Lepage, Gervais Jassaud se lance en 1969 dans l'édition de livres d'artistes en créant la revue Génération, qui devient les éditions « Collectif Génération » au début des années 1970. 
Marqué par le mouvement Supports-Surfaces dont il fut un des promoteurs, Jassaud veut questionner le livre comme Claude Viallat, Daniel Dezeuze, ou Louis Cane ont questionné la peinture et la sculpture. Il demande un texte à un auteur, l’envoie à un artiste qui illustre un certain nombre d’exemplaires.  Il intervient lui sur la mise en page.  Les œuvres ainsi créées, « similaires mais pas identiques » (comme il est souvent écrit dans ses colophons), font donc travailler jusqu’à cinq intervenants : l’éditeur, l’artiste, l’écrivain, l’imprimeur et parfois le relieur.  Orchestrant l’ensemble, l’éditeur est l’architecte du livre et son terrain d’action est la mise en page. Il est aussi très présent à tous les niveaux de création. Il oriente l’artiste, agence le texte de l’auteur et intervient sur la page pour aboutir au « livre total », au global book.   
Jassaud a travaillé avec des artistes aussi différents que Claude Viallat, Arman, Ben, Toni Grand, Jessica Stockholder, Ronald King, Marcia Hafif ; des écrivains comme  Christian Prigent, Michel Deguy, Jean-Pierre Verheggen, Maurice Roche, John Ashbery, John Yau.  Il a eu le souci très tôt de s’ouvrir aux créateurs du monde entier, et plus particulièrement aux nord-américains. En 2007, il a publié cinq livres brassant des artistes argentins, brésiliens, allemands, grecs, roumains : Kostis Velonis, Giorgio Griffa, Barnaby Barford, David Tremlett, Peter Soriano, Philippe Mayaux, Pablo Siquier, Frédérique Lucien, Liz Magor, Elena Berriolo, Phong Bui, Katharina Grosse, Katsuhito Nishikawa, Lauren Berkowitz, Nils-Udo, Mio Matsumoto, Lydia Dona. 
Son œuvre a fait l'objet de nombreuses expositions, notamment au Musée national d'art moderne-Centre Georges Pompidou (avril 1977), Victoria and Albert Museum (Londres, 1990), Center for Books Art (New York, 1991), Bibliothèque de Beverly Hills (États-Unis, 1991), Carré d'Art-Bibliothèque de Nîmes, 1998. 
Une importante rétrospective a eu lieu à la Bibliothèque municipale de Reims du 11 décembre 2007 au 3 février 2008 (exposition sur deux sites : Médiathèque Jean Falala et Bibliothèque Carnegie).
Il a été également directeur de l'École supérieure d'art et de design de Reims (ESAD) de 1991 à 2005.